# 따개비
따개비(Balanidae Leach, 1817)는 따개비과에 속하는 동물이다.

## 개요
따개비는 모두 바다에 살며 난생이다. 바위·배 밑 등에 붙어서 생활하며 몸길이 10 ~ 15mm로 석회질의 딱딱한 껍데기로 덮여 있다. 몸은 외투강 안에 거꾸로 서 있는 모양으로, 머리와 여섯 쌍의 만각이 있는 흉부로 구성되어 있다. 배가 없으며 머리에는 눈도 없고 더듬이도 없다. 위쪽의 입으로부터 여섯 쌍의 만각을 움직이면서 물 속의 플랑크톤을 잡아먹는다.
암수한몸이면서 다른 개체와도 교미한다. 유생은 세 쌍의 부속지를 가진 갑각류 특유의 노플리우스유생으로 큰 삼각형의 갑각이 있다. 일반적으로 여섯 번 탈피한 후에 두 개의 껍데기를 가진 시프리스유생이 되어 바위에 정착하여 따개비가 된다.
조간대의 위쪽에서 저조선까지 종류마다 띠 모양으로 분포하는 기수의 대표적인 생물이다. 현재 지구상에 존재하는 따개비는 약 200종에 달한다.

## 생태
바닷가 암초나 말뚝, 배 밑 등에 붙어서 고착 생활을 해서 조개 등으로 오해할 수도 있는데, 유생 시절에는 바다 속에서 부유하며 살다가 적당한 장소에 붙어 평생 생활한다. 몸은 山자 모양이며 딱딱한 석회질 껍데기로 덮여 있다. 이러한 특징으로 인해 해안가 바위는 날카롭고 단단한 따개비투성이가 되기 십상이라 근처를 지나가던 사람이 다치는 사고가 많이 발생한다.
몸은 각판(shell plate) 안에 거꾸로 서 있는 꼴인데, 머리와 만각(cirriped) 6쌍이 달린 가슴으로 구성되고 배는 없다. 머리에는 눈도 없고 촉각도 없다. 위쪽의 아가리에서 만각을 움직이면서 물 속의 플랑크톤을 잡아먹는다. 자웅동체이며 생식기가 신체대비 최대 8배로 동물계에서 가장 긴 동물인데, 고착생활을 하여 이동할 수 없기 때문에 생식기를 최대한 길게 늘여서 이웃개체와 교미하기 위함이다.
고생대 실루리아기쯤 등장했다. 종에 따라 조간대 만조선에서 간조선에 이르는 기수 지역에 띠모양으로 분포한다. 먼바다에 면한 암초의 만조선 부근에는 소형 조무래기따개비(Chthamalus challengeri)와 대형 검은큰따개비(Tetraclita squamosa japonica)가 산다.
친척으로는 거북손이 있다.
유일하게 제일 큰 천적은 민물이며 따개비는 염도가 없으면 삼투압에 의해 죽기 때문이다.

## 피해
선박에는 엄청난 골칫거리로, 고대 시대부터 선원들의 주적 중 하나다. 배의 수면 밑에 있는 부분 (뱃바닥이나 방향타, 닻 등)에 달라붙어서 들러붙은 부분을 부식시키고 물에 닿는 저항을 증가시킨다. 이러면 뱃바닥이 유선형이 아닌 모양으로 변형되는데다가 질량까지 증가하기에 저항이 커져서 가속도가 잘 붙지 않고, 닿은 부분이 부식되다 보니 내구도도 상당히 악화된다.
따개비는 워낙 번식력이 좋아서 뱃바닥을 깔끔하게 청소하고 항해를 시작해도 곧바로 다시 붙기도 한다. 그 때문에 청소주기를 놓치기라도 하면 놀라운 속도로 번식하여 거의 암석처럼 굳어버려 청소하기도 곤란하고, 배가 도크에 안 들어간다든지 협소한 수로에서 암초에 걸린다든지 하는 문제가 추가로 생긴다. 선박이라는 개념이 인간 사회에 생겼을 때부터 뱃사람들은 따개비가 붙는 것을 방지하기 위한 대책을 세워 왔는데, 대항해시대에는 배 밑바닥을 황동판으로 도배한 경우가 있었고, 현대에선 대부분의 선박이 수면 밑에 있는 부분에는 독성이 있는 페인트를 추가로 도포하는데, 이렇게 해도 따개비를 근절하진 못한다. 단지 재부착 및 번식속도를 줄여주는 역할만 수행하는 정도고, 독성 페인트로 인한 환경오염 문제도 제기되어서 점점 사용 빈도가 줄어드는 추세이다.

## 오해
바닷물 속의 적당히 단단하고 느린 무언가라면 뭐든지 붙어버리기에 고래류나 바다거북, 상어와 같은 대형 해양생물의 몸이나 등껍질에도 상당히 많이 붙어다닌다. 보기에는 굉장히 불편하고 고통스러워보이지만, 실제로는 좀 거추장스러운 걸 빼면 별다른 영향은 거의 없다고 봐도 무방하다.
건강한 고래나 상어는 바위나 배 밑바닥 같은 곳에서 몸을 비벼서 털어내든가 혹은 수면 위로 높이 점프해서 떨어질 때 충격으로 털어낼 수 있으며, 애초에 따개비가 엄청나게 붙은 생물은 따개비 때문에 쇠약해진 게 아니라 이미 몸상태가 좋지 않아 유영 속도가 느려져 따개비가 붙었다고 봐야한다.
긴수염고래나 혹등고래 등의 일부 고래들의 경우에는 경결이라고 하는 각질층이 있어 여기에 주로 따개비가 붙어 자란다.
무엇보다 대부분의 따개비는 몸을 파고드는 게 아니라 그냥 접착성 단백질로 붙어있는 것이다. 따개비를 제거한 거북의 등껍질이 움푹 파여있는 것은 따개비가 등껍질을 파고들어간 게 아니라, 이미 따개비가 부착되어 있으니 등껍질이 부착된 부위를 피해서 성장한 것이며, 오히려 야생동물 몸에 붙은 따개비를 강제로 제거하는 과정에서 상처가 생겨 위험해질 수도 있다.
따개비가 붙어있는 생물에게 유해한 것은 살이 접히는 부위나 눈처럼 피부가 얇거나 취약한 부위에 달라붙은 극히 일부의 경우에 불과한데, 앞서 말했듯 따개비는 단단한 표면에 붙으려 하기 때문에 그런 취약한 부위는 물론 온 몸에 따개비가 덕지덕지 붙을 정도라면 그 생물은 따개비가 아니더라도 죽기 직전일 것이다.
절대 다수의 따개비는 그냥 좀 불편한 것을 제외하면 딱히 사는 데 지장은 없다. 하지만 유튜브 등지에서 거북이 등의 몸에 붙은 따개비를 제거하는 영상이 잘못된 정보를 대중들에게 심어주었으며, 심지어 따개비가 숙주의 영양을 빨아들여 천천히 죽여간다는 괴담까지 마치 사실인양 퍼져있다. 앞서 언급되었듯 따개비는 수중에 떠다니는 유기물을 걸러먹지 숙주로부터 영양을 공급받는 건 불가능하다.

## 효능
따개비의 분획물은 항균 및 항암의 효과가 있다는 논문이 있다.

## 속
- 따개비과 (Balanidae Leach, 1817)
  - † Alessandriella Carriol, 2001
  - Amphibalanus Pitombo, 2004
  - Arossia Newman, 1982
  - Austromegabalanus Newman, 1979
  - Balanus Da Costa, 1778
  - † Concavus Newman, 1982
  - Fistulobalanus Zullo, 1984
  - Fosterella Buckridge, 1983
  - Megabalanus Hoek, 1913
  - Menesiniella Newman, 1982
  - Notomegabalanus Newman, 1979
  - Paraconcavus Zullo, 1992
  - Perforatus Pitombo, 2004
  - † Tamiosoma Conrad, 1857
  - Tetrabalanus Cornwall, 1941
  - † Zulloa Ross & Newman, 1996
  - † Zulloconcavus Carriol, 2001